# Magnus Knutsson (serieskapare)
Carl Magnus Ture Knutsson, född 9 september 1944 i Malmö, är en svensk serieförfattare. Han är kanske främst känd för Ratte och andra äventyrsserier producerade i lag med tecknaren Ulf Jansson. På 1970-talet deltog han i den svenska licensproduktionen av Fantomen. Åren 1976–1985 var han ordförande för Seriefrämjandet.

## Biografi

### Tidiga år och Seriefrämjandet
Magnus Knutsson föddes i Malmö 1944. 1968 var han med och bildade Seriefrämjandet, där han även fungerade som ordförande åren 1976–1985. Under hans tid som SeF-ordförande bytte föreningen namn på sin medlemstidning från Thud till Bild & Bubbla, som några år senare fick butiksdistribution. Under den här tiden verkade föreningen för att tecknade serier skulle få en egen stödordning inom det statliga litteraturstödet (se Det statliga seriestödet).

### Serieförfattare
Knutsson har varit en av Sveriges mer produktiva serieförfattare. Under tidigt 1970-tal blev han del av Team Fantomen, den redaktion som drog igång en licensproduktion av den amerikanska serien, styrd från Sverige. Han bidrog under decenniet till ett tiotal manus för serien. År 2005 gjorde han comeback som Fantomen-författare.
Mest känd har Knutsson antagligen blivit för sina ofta dagsaktuella, komiska äventyrsserier ihop med serietecknaren Ulf Jansson. Samarbetet började 1972 med serier som Vår Lilla Stad (i 91:an), Snells Express (i tidningen Blondie 1977–1979) och Klara Kvist (i tidningen Vi). Därefter kom duons Ratte, publicerad som söndagsserie i Aftonbladet 1978–1985 och därefter återutgiven i album. Ratte hade taxichauffören med samma namn i huvudrollen och var en äventyrsserie placerad i nutidsmiljö (Stockholm) och med komiska inslag. Både Knutssons manus och Janssons teckningsstil hade drag av André Franquins Spirou.
Senare samarbeten mellan Knutsson och Jansson har även de varit i liknande stil. Där finns historierna om den undersökande journalisten Martin Udd, ursprungligen tryckta i tidningen Svenska Serier 1987–1996 och återtryckta i tre album, samt Sveryda (från Aftonbladet, där den gick som daglig serie samtidigt som Ratte publicerades på söndagarna), Bix (från Dagens Nyheter) och Kodnamn Falken (från Svenska Serier).
Magnus Knutsson har genom åren samarbetat med ett stort antal andra serieskapare. 1979 skapade han tillsammans med Jan Gissberg detektivserien Aron Rapp, och under många år (1985–1993) gick Knutssons och Åke Forsmarks lätt satiriska serie Gösta Grävlings saga i tidningen Kommunalarbetaren. Förutom arbeten ihop med Charlie Norrman och David Öqvist kan nämnas Carina Hellström-Norrman, för vilken han 1982 skrev den mer vardagsnära kärleksserien Nina: en serie om kärlek. Knutssons och Hellström-Norrmans serie kom under 1982 ut i album både i Sverige och Danmark. Förutom manus till Fantomen har Knutsson även bidragit till 91:an-avsnitt.

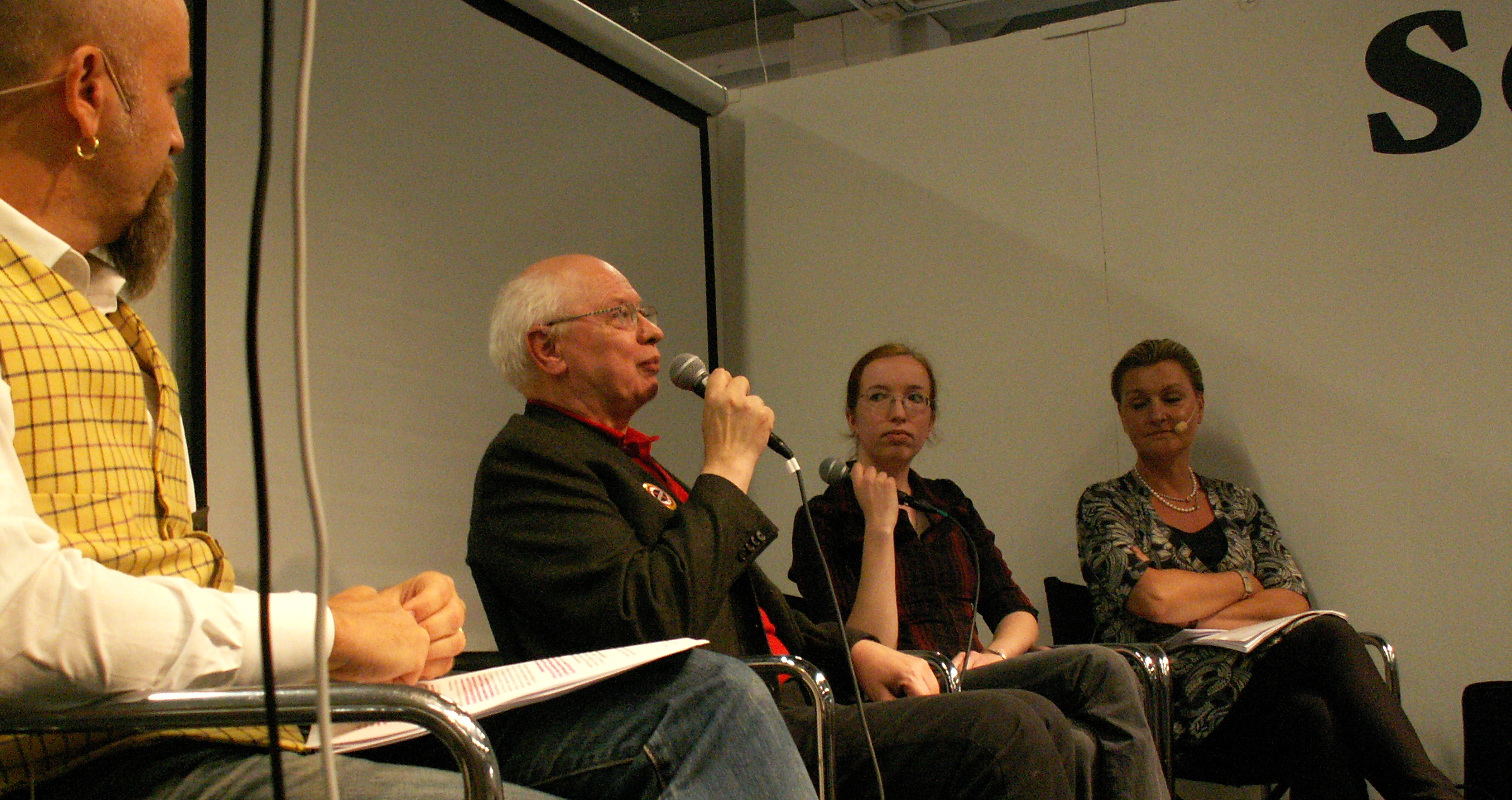
Magnus Knutsson som deltagare i debatten om censur i serier, på 2011 års bokmässa i Göteborg. Till vänster syns Fredrik Strömberg, till höger Tinet Elmgren och riksdagskvinnan Maria Abrahamsson.

### Talesperson och skribent
Som talesperson för serieskapare och seriemediet har Knutsson synts på mässor, konferenser och i debatter. 2011 deltog han i censurdebatten på Bokmässan, föranledd av det så kallade mangamålet. Redan 1982, under tiden som ordförande i Seriefrämjandet, producerade han läroboken Se mer i serier, med teckningar av Johan Höjer. Magnus Knutsson har skrivit om serier i bland annat Bild & Bubbla och Dagens Nyheter.
Åren 1968–1976 var Magnus Knutsson ledamot av Svenska Serieakademin.

### Seriealbum
- 1979 – Aron Rapp, privatdetektiv, Rabén & Sjögren, bild av Jan Gissberg
- 1980 – Snells Express, Föreningen Fria serier: Bokomotiv, bild av Ulf Jansson
- Ratte, bild av Ulf Jansson
  - 1980 – Ratte och kidnapparna (även Ratte och slipsfabriken och Ratte i folkparkerna), Carlsen/if
  - 1981 – Ratte och odjuret : Ratte och tefaten; Ratte på Nordsjön, Carlsen/if
  - 1982 – Ratte och den vilda jakten på byrån, Carlsen/if
  - 1983 – Ratte och paniken i Pompador, Carlsen/if
  - 1984 – Ratte i New York: Möbler i massor, Carlsen/if
  - 1985 – Ratte: satiriska seriesidor, Alvglans
- 1982 – Nina: en serie om kärlek, Carlsen/if, bild av Carina Hellström-Norrman
- 1989 – Kämpa för rättvisa: om arbetarrörelsens historia, Carlsen Comics, bild av Ulf Jansson
- 1990 – Vägen till Topilien', bild av Charlie Norrman
- Martin Udd, bild av Ulf Jansson
  - 1991 – Martin Udd – journalist, Carlsen Comics
  - 1992 – Martin Udd går på en mina, Carlsen Comics
  - 1999 – Martin Udd – morfiska vågor, Jemi förlag
- Sveryda, bild av Ulf Jansson
  - 1992 – Sveryda. 1, Optimal Press
  - 1996 – Sveryda. 2, Optimal Press
- 1993 – Gösta Grävlings saga, Optimal Press, bild av Åke Forsmark
- 1994 – Bix, Optimal Press, bild av Ulf Jansson
- 1998 – Kodnamn Falken, Jemi förlag, bild av Ulf Jansson

### Tidningsserier
- Fantomen
  - Skräckens berg, i Fantomen 9/1970
  - Den döda floden, i Fantomen 1/1972
  - Slavarbetarna, i Fantomen 14/1972
  - Diamantkriget, i Fantomen 1/1973
  - Diana i Djungelpatrullen, i Fantomen 5/1973
  - Tempelruinens gåta, Fantomen 23/1973
  - Tjuvskyttarna, i Fantomen 3/1974
  - Beskyddarna, i Fantomen 9/1974
  - Grigors hämnd, i Fantomen 12/1975
  - Furst Grigors casino, i Fantomen 24/2005
- 1970-talet – Vår Lilla Stad i 91:an, bild av Ulf Jansson
- 1977 – Klara Kvist i tidningen Vi, bild av Ulf Jansson
- 1980 – Smålunda" i Unga Örnars tidning Småfolket, bild av Charlie Norrman
- 1980-talet – Forcemarkjeure" i tidningen Elixir, bild av Ulf Jansson
- 1980-talet – Max och Fox med flera serier i tidningarna Elitserien och Elixir, bild av Åke Forsmark
- 1980-talet – Puddinge Nyheter för DN:s gästserie, bild av Ulf Jansson
- 1998 – Tobor för DN:s gästserie, bild av Ulf Jansson
- Nilsson & Bengtsson i tidningen Uti vår hage, bild David Öqvist

### Skrivet om serier
- 1982 – Se mer i serier: handbok, Esselte studium, bild av Johan Höjer

## Utmärkelser
- 1981 – 91:an-stipendiet
- 1981 – Svenska Serieakademins diplom
- 1997 – Unghunden